# Ulrik II. Walseejski
Ulrik II. Walseejski († 12. julij 1359 ), iz ministerialne družine Walseejskih, privrženec vojvode Albrehta II., je bil od leta 1329 do 1359 deželni glavar Štajerske. To funkcijo sta imela tudi njegov oče Ulrik I. Walseejski in njegov sin Eberhard VIII. Walseejski.

## Življenje
Spomladi 1316 je Ulrik II. prvič spremljal svojega očeta Ulrika I. Walseejskega na pohodu na Švabsko. Potem ko je bil poražen v bitki blizu Esslingen am Neckar 19. septembra 1316 je bil Ulrik II. posvečen kot vitez. Ulrik se je odlikoval tudi leta 1318 pri napadu na mesto Colmar v Alzaciji. dne 12. julija 1320 je Ulrik I. skupaj s svojim sinom Ulrikom II. Walseejskim in svakom Ulrikom V. Pfannberškim porazil čete veronskega mestnega gospoda Cangranda della Scala, ki so ga tudi začasno ujeli. Ulrik II. je bil v bitki pri Mühldorfu leta 1322 ranjen, ujet in kot mnogi drugi ujetniki odpeljan v Prago, kjer so ga izpustili šele konec leta 1323 za odkupnino. Poleti 1324 sta Ulrik II. in njegov oče spremljala avstrijska vojvoda Otona Veselega in Henrika Koroškega na pohodu v Treviso in Padovo, da bi se znova borila proti Cangrandi della Scala. 
Ko je njegov oče Ulrik I. januarja 1329 umrl, je vodenje rodbine na Štajerskem je prevzel Ulrik II. Njegova glavna naloga je bila Habsburžanom  pripraviti pridobitev Koroške.  Prenos posesti Weißeneggerjev v Labotski dolini na Ulrika II. in njegove brate je pospešil odnose, ki jih je habsburška stran vzdrževala s koroškim plemstvom. Ulrik II. je posredoval v sporu, da sta se bamberški škof Bernhard(?) in njegov brat Henrik V. Schenk iz Reichenecka spopadla s Konradom Auffensteinskim in Ortenburžani, da bi obe strani pridobili na strani Habsburžanov. Škofu se je ponudil kot porok za izpustitev zaprtega Friderika Auffensteinskega. V zavezništvu s salzburško nadškofijo je bil 29. marca 1335  Ulrik II. imenovan za enega izmed vojvodskih arbitrov, ki naj bi skupaj s salzburškimi arbitri odločal o salzburških zahtevah na Koroškem. Ko je v začetku aprila 1335 umrl koroški vojvoda Henrik Koroški, je cesar Ludvik IV. Habsburžanom takoj podelil Koroško. Ulrik II. Walseejski in Ulrik V. Pfannberški sta prinesla novico na Koroško in potrdila svoje stare svoboščine.  Vojvoda Oton se je kmalu brez odpora polastil dežele Koroške.
Leta 1345 je Ulrik II spremljal Češkega kralja Janeza med pohodom proti Krakovu na Poljsko. Poleti 1352 in junija 1354 je Ulrik II. sodeloval v pohodih vojvode Albrehta proti prebivalcem Züricha.
Ulrik II. je svojega ljubljenega vojvodo Albrehta II. preživel le za eno leto.  Njegov edini preživeli sin Eberhard VIII. Walseejski je prevzel mesto deželnega glavarja na Štajerskem in vse očetovo premoženje.

## Imetje
Po prodaji švabskih posesti je Ulrik II. leta 1331 pridobil vzhodnoštajersko praporno gospostvo Waxenegg. Istega leta so v okolici Celja Walseejskemu pripadli trije gradovi s posestjo: Vojnik, Žalec in Žaženberk.  Bilo je tudi več manjših razširitev posesti.